# Agibonã
Agibonã é como uma mãe/pai pequeno no Candomblé Queto. É quem ajuda a criar, é o irmão mais velho, é uma "preparação" para Babaquequerê. Faz tudo o que um Babaquequerê, salvo alguns fundamentos que são de exclusividade dele.
Os irmãos mais novos, têm que pedir bênção para o agibonã pois este supostamente já tem uma vasta experiência e conhecimento. É considerada bem vinda a benção de um irmão, principalmente mais velho. Seus irmãos caçulas devem que acostumar a pedir bênção, pois como o Agibonã está se preparando para um Babaquequerê, tem certos preceitos que o filho deve respeitar.
Na ausência da Babalorixá e do Babaquequerê, quem é responsável pelos filhos e pelo ilê é o Agibonã.